# Jan Masureel
Jan Masureel (Brugge, 6 september 1981) is een Belgisch voormalig voetballer die doorgaans als verdediger speelde. Hij doorliep de jeugd bij Cercle Brugge en speelde er zes jaar bij het eerste elftal. Toen Masureel meer wilde spelen, leende Cercle hem uit aan SK Deinze. Na dat seizoen was Masureel niet meer welkom bij Cercle en beproefde hij zijn geluk bij KV Oostende. Het seizoen erna trok hij op aanraden van vriend Kristof Arijs naar Red Star Waasland.